# Sphalmanthus
Sphalmanthus là chi thực vật có hoa trong họ Aizoaceae.